# 두고 온 산하
"두고 온 산하"는 1962년 공개된 대한민국의 영화이다.

## 배역
- 김진규
- 김지미
- 김승호
- 이예춘
- 허장강